# أندرو برايتهاوبت
أندرو برايتهاوبت (بالإنجليزية: Scot Breithaupt)‏ هو دراج أمريكي، ولد في 14 يوليو 1957 في لونغ بيتش في الولايات المتحدة، وتوفي في 4 يوليو 2015.